# Doba šutnje
Doba šutnje ili Doba tišine (est. vaikiv ajastu) naziv je za razdoblje u povijesti Estonije koje je trajalo od 12. ožujka 1934. pa sve do 1938. ili 1940., ovisno o izvorima. U tom je razdoblju dominantna politička figura u zemlji bio konzervativni političar Konstantin Päts, koji je, kako bi spriječio profašistički pokret Vaps u preuzimanju vlasti, ukinuo ustavni poredak u samoorganiziranom državnom udaru 1934. te je otada vladao autokratski, iako ne i diktatorski. Pojam „doba šutnje” skovao je Kaarel Eenpalu, Pätsov saveznik i kasniji estonski premijer. 
Doba šutnje u Estoniji nastupilo je u vrijeme uspona njemački kancelar Adolfa Hitlera. Estonske elite bojale su se da bi Vaps, koji je simpatizirao velik dio Hitlerovih stavova, mogao preuzeti vlast u zemlji na demokratski način. Stoga je Päts odlučio iskoristiti svoje ustavne ovlasti te uz podršku vojske i parlamenta izveo državni udar kojim je u potpunosti vlast u državi te dokinuo dotadašnji ustavni poredak. Nedugo nakon puča, za vrhovnog zapovjednika imenovao je pouzdanoga suradnika Johana Laidonera,  zapovjednika iz rata za neovisnost i protivnika Vapsa.
Iako je Doba šutnje bilo autokratsko razdoblje u estonskoj povijesti, ne ocijenjuje se klasično diktatorskim. Istina, političke su stranke bile zabranjene, a zajedno s njima i veteranske udruge poput Vapsa, te je ukupno 400 članova oporbenih udruga i stranaka uhićeno. Članovi Vapsa također su protjerani iz svih javnih i državnih službi te vojske. Ovi potezi nisu izazivali veće kritike, međutim, kada je Päts odlučio odgoditi izbore, parlamentarna se oporba usprotivila. Päts je reagirao tako što je dokinuo rad tadašnjega saziva parlamenta te pravnu snagu Ustava do donošenja novoga. Unatoč autokraciji, Estonija je doživjela gospodarski rast te su provedene određene reforme. Osim toga, većina uhićenih 1934. puštena je na slobodu 1938. bez posljedica te nije bilo ni sustavnoga zlostavljanja građana od strane države. 
Godine 1936. u finskim je novinama objavljen tzv. „Memorandum četvorice Državnih starješina”, koji su sastavili bivši državni poglavari Ants Piip, Juhan Kukk, Jaan Teemant i Jaan Tõnisson. U njemu su pozivali Pätsa na povratak demokracije i građanskih prava, na što se Päts tada oglušio. Ipak, unatoč javnom protivljenju Pätsu, nijedan od četvorice bivših čelnika Estonije nije trpio posljedice svojih istupa. Kraj Doba šutnje, prema većini povjesničara, uslijedio je donošenjem novoga Ustava 1938., dok neki smatraju da je ono trajalo sve do sovjetske okupacije 1940.